# Хошня-Ордынацка
Хошня-Ордынацка (пол. Hosznia Ordynacka) — деревня в Билгорайском повете Люблинского воеводства Польши. Входит в состав гмины Горай. По данным переписи 2011 года, в деревне проживало 322 человека.

## География
Деревня расположена на юго-востоке Польши, к востоку от реки Бяла-Лада, на расстоянии приблизительно 23 километров к северу от города Билгорай, административного центра повета. Абсолютная высота — 251 метр над уровнем моря. К западу от населённого пункта проходит региональная автодорога 835.

## История
По состоянию на 1882 год в деревне, являвшейся частью гмины Горай Замостского уезда, имелось 53 дома и проживало 462 человека. В период с 1975 по 1998 годы деревня входила в состав Замойского воеводства.

## Население
Демографическая структура по состоянию на 31 марта 2011 года:
|         | Всего | До трудоспособного возраста | Трудоспособного возраста | Старше трудоспособного возраста |
| ------- | ----- | --------------------------- | ------------------------ | ------------------------------- |
| Мужчины | 162   | 28                          | 106                      | 28                              |
| Женщины | 160   | 25                          | 82                       | 53                              |
| Всего   | 322   | 53                          | 188                      | 81                              |